# Station Harlington
Harlington is een spoorwegstation van National Rail in Harlington, Central Bedfordshire in Engeland. Het station is eigendom van Network Rail en wordt beheerd door Govia Thameslink Railway. 